# Носе (Осака)
Носе́ (яп. 能勢町, のせちょう, МФА: [nose t͡ɕoː]?) — містечко в Японії, в повіті Тойоно префектури Осака.  Отримало статус містечка 1956 року. Площа становить 98,68 км². Станом на 1 липня 2012 року населення складало 11 146  осіб, густота населення — 113 осіб/км².   

## Демографія
Згідно з даними перепису населення Японії, населення Носе зменшується з початку цього тисячоліття. Станом на 1 жовтня 2020 року населення Носе складає 9079 осіб, з яких чоловіків — 4361 особи, жінок — 4718 осіб. Густота населення — 91,94 особи/км².